# 국외소재문화유산재단
국외소재문화유산재단(国外所在文化遺産財団, Overseas Korean Cultural Heritage Foundation)은 국외소재문화유산의 현황 및 반출 경위 등에 대한 조사·연구, 국외소재문화유산 환수·활용과 관련한 각종 전략·정책 연구 등국외소재문화유산와 관련한 제반 사업을 종합적·체계적으로 수행하기 위하여 설립된 대한민국 국가유산청 산하 특수법인이다.

## 설립 근거
- 문화재보호법[4]

## 연혁
- 2011년 2월 9일 “국외소재문화재 재단 설립·운영에 관한 법률안” 발의 (정장선 의원 등 20명)[5]
- 2011년 6월 30일 “문화재보호법 일부개정법률안” 발의 (조윤선 의원 등 19명)
- 2012년 1월 26일 법률 공포
- 2012년 7월 25일 문화재청 법인설립 허가
- 2012년 7월 27일 국외소재문화재재단 설립
- 2012년 9월 25일 초대 안휘준 이사장 취임[6]
- 2013년 1월 31일 주 미국 대한제국공사관(워싱턴D.C 소재) 관리 위탁 체결
- 2013년 2월 27일 주 일본 대사관 소재 석사자상 및 석물 3건 이관
- 2024년 5월 1`7일 국외소재문화유산재단으로 명칭 변경

## 주요 업무
- 국외 소재 문화유산의 현황, 반출 경위 등에 대한 조사·연구
- 국외 소재 문화유산 환수 및 보호·활용에 관한 연구
- 국외 소재 문화유산의 취득 및 보전·관리
- 국외 소재 문화유산의 환수 및 활용 관련 단체에 대한 지원·교류 및 국제 연대 강화
- 국외 소재 문화유산 환수 및 활용 관련 홍보·교육·출판 및 보급
- 외국 박물관 한국실 운영 지원
- 한국 담당 학예사의 파견 및 교육 훈련
- 국외 소재 문화유산의 보존처리 및 홍보 지원
- 국외소재문화유산재단의 설립목적을 달성하기 위한 수익사업 (이 경우 수익사업은 국가유산청 청장의 사전승인을 받아야 한다.)
- 그 밖에 국외소재문화유산재단의 설립 목적을 달성하는 데 필요한 사업

## 조직

### 고문단/자문위원회

#### 사무총장
- 기획조정부
- 실태조사부
- 유통조사부
- 지원활용부

## 소속기관
- 일본사무소
- 미국사무소

## 같이 보기
- 문화재위원회
- 국립문화유산연구원
- 국가유산진흥원